# Olssonina
Olssonina es un género de foraminífero bentónico de la subfamilia Planctostomatinae, de la familia Textulariidae, de la superfamilia Textularioidea, del suborden Textulariina y del orden Textulariida. Su especie tipo es Olssonina cribosa. Su rango cronoestratigráfico abarca el Luteciense superior (Eoceno medio).

## Clasificación
Olssonina incluye a las siguientes especies:
- Olssonina cribosa